# Сінкевич В'ячеслав Ігорович
В'ячеслав Сінкевич (29 листопада 1991) — російський плавець.
Учасник Олімпійських Ігор 2012 року.
Призер Чемпіонату світу з плавання на короткій воді 2012 року.
Чемпіон Європи з плавання на короткій воді 2012 року, призер 2011 року.
Переможець літньої Універсіади 2013 року.